# Monroe (wieś)
Monroe – wieś w Stanach Zjednoczonych, w stanie Nowy Jork, w hrabstwie Orange.